# Crisol de culturas

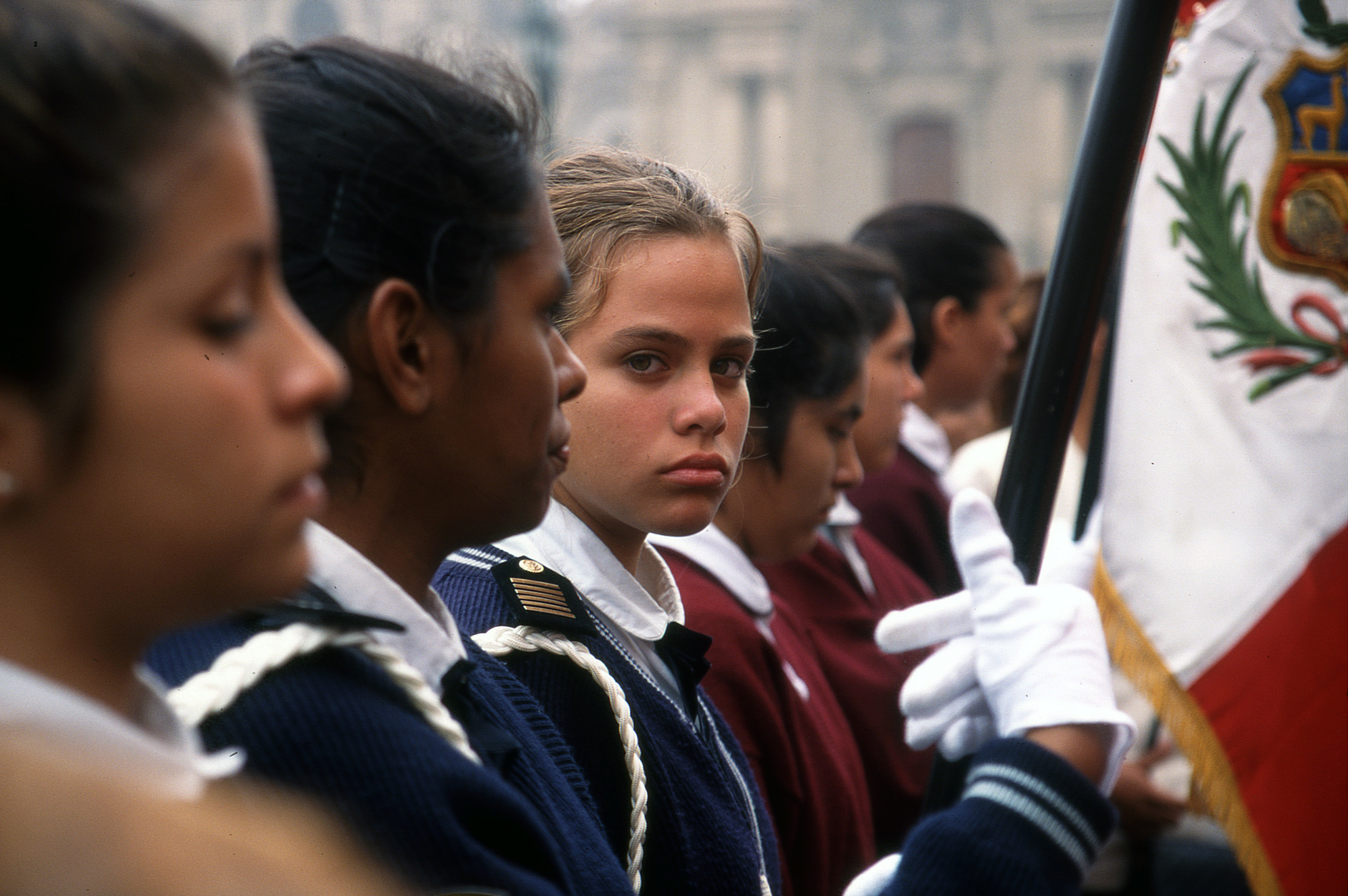
En los países de Hispanoamérica se logró una convivencia con las poblaciones criollas llevadas y con las amerindias propias del lugar. En la imagen, el Perú.

El término crisol de culturas (originalmente, crisol de razas) (del inglés melting pot) suele usarse para representar la forma en que las sociedades heterogéneas gradualmente se convierten en sociedades homogéneas, en las cuales los ingredientes mezclados en el "crisol" (la gente de diferentes culturas, etnias y religiones) se combinan para formar una sociedad multiétnica.
La expresión inglesa fue acuñada por Israel Zangwill en la obra teatral de 1908 The Melting Pot, y desde entonces se viene utilizando para describir la peculiar forma de integración de la inmigración en Estados Unidos.
La analogía lleva implícita la idea positiva de que se produce una convivencia (tolerancia social) armoniosa, o incluso una unificación a través del mestizaje o la asimilación; por oposición a la separación en guetos o de la segregación racial (apartheid). También puede emplearse desde perspectivas negativas, para denunciar la pérdida de diversidad cultural a través de la aculturación (el American way of life -"modo de vida estadounidense"-); o, con fines opuestos, para lamentarse de la contaminación de una supuesta "pureza racial".
La expresión crisol de culturas o crisol cultural se ha usado en algunos lugares con fines políticos y nacionalistas para atraer hacia esos territorios a inmigrantes altamente educados y calificados y también generar simpatías entre la población local hacia aquellos que puedan contribuir al fortalecimiento y desarrollo de la nación y poder así asegurar su supremacía política y económica.
En un contexto poético, también es aceptable el término crisol para referirse a variedad, sin un sentido estricto de "mezcla".

## Mosaico de culturas
En contraposición a la analogía del crisol, la expresión pluralismo cultural (o mosaico de culturas, antes mosaico de razas) se usa para representar a una sociedad donde un conjunto de razas diferentes conviven entre sí en una relativa armonía, pero no intentan mezclarse para formar una sola nación.

## En Argentina
El mestizaje ha desempeñado un papel fundamental en la composición étnica de la población argentina, donde registra una intensidad inusitada, produciendo la mezcla de decenas de etnias particulares que integran cada una de esas ramas (italianos, españoles, franceses, británicos, árabes, alemanes, polacos, judíos, escandinavos, asiáticos y los pueblos originarios: tehuelches, diaguitas, guaraníes, onas, mapuches, collas, etc.). Es necesario precisar que las grandes inmigraciones europeas estuvieron integradas mayoritariamente por varones. Si bien en la Argentina existe una amplia tolerancia y relación entre diferentes culturas y grupos étnicos, también se han difundido prejuicios y conductas específicas para discriminar e invisibilizar a determinados grupos de población entre los que se destacan los migrantes de las provincias norteñas y de países fronterizos y sus descendientes, así como también discriminación hacia los grupos indígenas. En la Argentina se creó el Instituto Nacional contra la Discriminación (INADI), para combatir la discriminación y el racismo, donde se reciben múltiples denuncias sobre actos y conductas racistas hacia inmigrantes, principalmente.

## En Brasil
Brasil ha sido el crisol de culturas por excelencia porque desde tiempos de la colonia, los criollos portugueses favorecieron la asimilación y la tolerancia de otras etnias, y los matrimonios interraciales eran más aceptables en Brasil que en las otras colonias del continente. Sin embargo, esto no significa que la sociedad brasileña ha estado exenta de luchas étnicas y de explotación de las minorías raciales y que algunos grupos hayan decidido separarse de la principal tendencia social de la vida del país. Los brasileños de ascendencia europea conforman casi 50 % de la población del Brasil, aunque el número de personas de origen étnico mixto se ha ido convirtiendo en un segmento cada vez más grande de la población. Aproximadamente dos quintas partes de la población son mulatos (mezcla de europeo y africano) y mestizos (mezcla de europeo e indígena).

## En Costa Rica
Etnográficamente la población de Costa Rica es un crisol de razas, ya que esta es el resultado de generaciones de inmigrantes provenientes de diferentes latitudes geográficas y su mezcla con los pueblos originarios, criollos, afro-costarricenses, mulatos y afro-mestizos que habitaban el país durante la Colonia.
Uno de los mitos más consolidados de la mentalidad popular costarricense durante los siglos pasados ha sido la españolidad o blancura de los ticos. Sin embargo, hay que tener en cuenta que el origen primigenio de su pueblo se remonta a tres raíces básicas: la indígena, la africana y la española. La composición de estas tres raíces en las diferentes regiones del país fue variable durante la Colonia, pero su presencia, innegable. El resultado del fenotipo en Costa Rica se debe, precisamente, a que las poblaciones indígenas y negras no eran tan elevadas como en otras regiones de América; por eso hubo un proceso de "blanqueamiento" que homogeneizó el fenotipo costarricense.
Durante la Colonia misma llegaron al país centroamericano gran cantidad de inmigrantes, entre ellos: latinoamericanos (algunos de ellos también mestizos o mulatos), italianos, irlandeses, ingleses, franceses y hasta un sueco. Luego de la independencia en 1821, arribaron más latinoamericanos e italianos, franceses, estadounidenses y alemanes.
Con la construcción del ferrocarril al Caribe, en el último tercio del siglo XIX, llegaron los primeros chinos (muchos de ellos adoptaron apellidos españoles), más italianos y, por supuesto, los afrocaribeños (sobre todo de Jamaica, pero también llegaron del resto del Caribe), quienes lograron resistir las duras condiciones ambientales y humanas del levantamiento de la vía ferroviaria en la costa caribeña costarricense.
A fines de siglo pasado y principios del XX, llegaron más italianos, afrocaribeños, alemanes, españoles (muchos catalanes y gallegos entre ellos), irlandeses, ingleses, franceses, alemanes, libaneses (conocidos por los costarricenses como turcos), judíos (conocidos en primer momento como polacos), filipinos, hindúes, más chinos, daneses y, por supuesto, más latinoamericanos.
Para finales del siglo XX e inicios del siglo XXI, Costa Rica ha recibido inmigración principalmente provenientes de: Nicaragua, Colombia, Estados Unidos, República Dominicana, Argentina, Chile, Venezuela, México, etc.

## En Panamá
Desde que Panamá era colonia de España fue utilizada como ruta de tránsito por su territorio angosto y su ubicación privilegiada por lo que llamó la atención de potencias europeas como Escocia, que querían establecerse en el istmo. Esto se intensificó aún más durante la construcción del ferrocarril en 1850, el fracaso del Canal francés y posteriormente en 1904 el Canal de Panamá que atrajo mano de obra de países antillanos como Martinica, Trinidad y Tobago, Santa Lucía, Guadalupe, Barbados y Jamaica, de Centroamérica, Europa y Asia (gran parte de ellos procedentes de China). El país tiene una cultura del Caribe, sin embargo, históricamente, los lazos que unen a Panamá con Sudamérica son fuertes, debido a que fue parte de la Gran Colombia hasta 1903, compuesta en ese entonces también de Venezuela, Ecuador y Colombia.
Panamá cuenta con una variedad de grupos étnicos, las cuales destacan los chinos, hindúes, judíos, españoles, estadounidenses, colombianos, italianos, argentinos, griegos, franceses, árabes, venezolanos, dominicanos, chilenos, entre otros, que han influenciado en la cultura panameña en el área del idioma originando el Español panameño,
en la gastronomía, en la práctica del béisbol introducido por los estadounidenses, en la música dando origen al Reggae en español y el Reguetón, entre otras.

## En Estados Unidos

### Asimilación o aculturación
Con respecto a los inmigrantes a los Estados Unidos, el melting pot se ha equiparado con la americanización, es decir, la asimilación cultural y la aculturación.
A principios del siglo XX, el significado del concepto recientemente popularizado del melting pot se discutía muchísimo, especialmente en el asunto de la inmigración. El debate fue por lo largo de cómo impactaron los inmigrantes a la sociedad estadounidense y cómo tratar a los inmigrantes. El melting pot se equiparaba con o la aculturación o la asimilación total de los inmigrantes europeos, y el debate se enfocó en las diferencias entre los dos maneras de abordar la inmigración.
Después de la primera parte del siglo XXI, muchos estadounidenses blancos celebraron el impacto de la cultura afroestadounidense, especialmente en los deportes y la música. El autor inglés Israel Zangwill comentó sobre este hecho: Los afroestadounidenses compartieron con la Norteamérica blanca bailes y el ragtime, y los blancos les dieron a los negros sus maneras de ropa y religión y su lengua. Aun así, reconoce que los matrimonios interraciales fueron problemáticos en ambos comunidades.

### Mestizaje y el matrimonio interracial
La metáfora del crisol de razas implica una mezcla de culturas y el matrimonio interracial, pero la asimilación cultural o la aculturación pueden ocurrir sin el matrimonio interracial. Por eso se consideran los afroestadounidenses totalmente integrados a la cultura y las instituciones estadounidenses. Sin embargo, 150 años después de la abolición del esclavitud, el matrimonio interracial entre los afroamericanos y otros etnias es mucho menos común que el matrimonio entre las etnias blancas, o entre las etnias asiáticas y las blancas. El mestizaje entre blancos y no blancos—especialmente con los afroamericanos—por largo tiempo ha sido un tabú en Estados Unidos, y fue ilegal en muchos estados hasta 1967.
No obstante, el matrimonio interracial entre hombres euro-estadounidenses y nativas americanas ha sido común desde los días coloniales hasta el presente. En el siglo XXI casi 7.5 millones de estadounidenses aseguran tener ancestros indígenas. En los años 1920 el país aceptó y dio la bienvenida a celebridades de raíces nativas americanas, especialmente Will Rogers y Jim Thorpe, y eligió como vicepresidente en 1928 al entonces senador Charles Curtis, quien creció en una reserva india y se identificó con su herencia india.